# Katarzyna Jarosz-Rabiej
Katarzyna Jarosz-Rabiej (ur. 4 września 1946 w Zielonej Górze) – polska poetka, pisarka i wydawca. 

## Krótki życiorys
Katarzyna Jarosz-Rabiej ukończyła Centrum Kształcenia Ustawicznego w Zielonej Górze. Pracowała m.in. w Archiwum Państwowym w Starym Kisielinie koło Zielonej Góry, obecnie jest na emeryturze. W 1978 roku, zadebiutowała wierszem „Dla Przyjaciela” w gazecie „Zastalowiec”. Pierwsza indywidualna książeczka z  wierszami  „Dedykacje” – ukazała się w 1996 roku. Wiersze były tłumaczone na kilka języków (angielski, niemiecki, rosyjski, ukraiński, grecki, francuski). Poetka  jest współtwórczynią Uniwersytetu Poezji w Zielonej Górze, także pomysłodawczynią i „matką chrzestną” – Międzynarodowego Konkursu Poetyckiego im. Papuszy „O srebrne pióro Papuszy”.
W latach dziewięćdziesiątych była uczestniczką „Międzynarodowego Rejsu Literackiego” (Statek literacki) po Odrze. Także w tym czasie została przyjęta do Związku Literatów Polskich od 1997 roku. Jest wiceprezesem Stowarzyszenia Jeszcze Żywych Poetów w Zielonej Górze.
Ponadto pisze teksty i  występuje w Kabarecie „Monte Verde”, dla którego pisze teksty. Gra także w Teatrze „Czego Nigdy” (dyrektor i reżyser Roman Więckowski).
Utwory jej znalazły się w licznych antologiach (tłumaczone na niemiecki i ukraiński). Mieszka w Zielonej Górze.

## Twórczość

### Wiersze
- Dedykacje (1996)[6]
- Noc nad miastem (1999), Organon, ISBN 83-87294-13-6
- Dorosnąć do bólu (2007)
- Otuleni poświatą metafor (2007)
- Julia z ulicy Jeleniej / Julia from Jelenia Street (2010 – dwujęzyczne polski-angielski,tłumaczenie Agnieszka Haupe-Kalka)
- Żywe oczy wiersza / Augen des Gedichts, polsko-niemiecka antologia, wyd. Jolanta Pytel / Czesŀaw Sobkowiak, Organon Zielona Góra 2001. ISBN 83-87294-25-X

### Opowiadania
- Smak lebiody (2005)
- Absynt po polsku (2013), Wydawnictwo Organon, 2013 ISBN 83-87294-77-2[7]

### Wydanie
- Poddasze poetów: antologia wierszy Stowarzyszenia Jeszcze Żywych Poetów; Jolanta Pytel, Katarzyna Jarosz-Rabiej, Wągrowieckie Stowarzyszenie Szlaku Cysterskiego, 2005, ISBN 83-921635-0-8

## Nagrody
- Nagroda Kulturalna im. Jakuba Wojciechowskiego (1995)
- Nominacja do  „Wawrzynu Lubuskiego” za tomik wierszy „Dorosnąć do bólu” (2008)
- „Nagroda Kulturalna Prezydenta Miasta Zielonej Góry” (2010)[8]
- Lubuska Nagroda Literacka ZLP im. A.K. Waśkiewicza (2014)
- Odznaka Honorowa za Zasługi dla Województwa Lubuskiego (2021)[9]